# Silent Rage
Silent Rage es una película de acción y terror estadounidense dirigida por Michael Miller y protagonizada por Chuck Norris y Ron Silver.

## Argumento
En el hospital de un pequeño pueblo de Texas, tres médicos experimentan con un paciente para lograr conseguir la mejora genética y regeneración celular, el paciente consigue curarse las heridas automáticamente, le inyectan un líquido con una jeringa como una vacuna en su torrente sanguíneo, pero también muta para convertirse en un psicópata criminal, siendo casi indestructible, escapa del hospital y comienza una ola de terror en el pueblo. El sheriff local Dan Stevens (Chuck Norris) intentará destruirlo, pero se enfrenta a un ser humano muy fuerte y poderoso, difícil de matar.
En Texas, John Kirby, un enfermo mental, escapa del hospital y mata a dos miembros de la familia en una casa rural, buscando un refugio temporal. El alguacil Daniel "Dan" Stevens, un bien entrenado policía con experiencia en las calles y su ayudante Charlie, un tímido policía que inicia su servicio, responden a la emergencia y finalmente arrestan a John con una fuerte pelea, John queda herido, golpeado y con lesiones, pero él se libera de las esposas, domina a los otros oficiales llegados como refuerzo y agarra una escopeta, obligando a los oficiales de policía abrir fuego y disparar a John.
Gravemente herido y próximo a la muerte, John es trasladado a un instituto donde su psiquiatra, el Dr. Thomas "Tom" Halman, trabaja junto con el Dr. Phillip Spiers y el Dr. Paul Vaughn, dos médicos y genetistas, trabajan desde años haciendo experimentos con nuevas medicinas, para intentar salvar a John, el Dr. Phillip propone tratarlo con una fórmula experimental de su creación para mejorar la fuerza celular y la regeneración física, le inyectan un líquido con una jeringa que provoca la mutación genética. 
Tom se opone a su uso debido a la psicosis de John y el Dr. Phillip finge estar de acuerdo, pero luego administra la fórmula experimental con una jeringa cuando Tom se retira a su casa después del trabajo. Revivido y convertido en virtualmente invulnerable, es mudo y reacciona en forma muy primitiva, John escapa del instituto y rastrea a Tom hasta su casa, porque mientras estaba en cama escucha a Tom proponiendo que era mejor su muerte. Mientras tanto, el alguacil Dan también está herido, golpes en su cuerpo por la pelea con John le provocan dolor, busca la partida de defunción del su atacante, invita a la hermana de la secretaria del Dr. Tom, una bella mujer llamada Alison, con quien está enamorando, a un viaje de vacaciones el fin de semana. 
John irrumpe en la casa del Dr. Tom y pelean, aunque le dispara a John varias veces y empuja por las esclareas, sigue con vida, herido y golpeado, finalmente el Dr. Tom muere por las heridas el fuerte ataque de John. La esposa de Tom, Nancy al regresar a casa, encuentra el cuerpo de su esposo y también es asesinada por John, en su locura asesina la deja acostada en la cama y al Dr. Tom colgado en una puerta,  entonces la secretaria Alison llega a recoger su equipo para el viaje y descubre los cadáveres de su hermano, su cuñada y se encuentra con el atacante, pero John huye de la casa por la puerta trasera cuando Dan y Charlie llegan con la policía, al estar herido de bala por la pelea con el Dr. Tom.
Dan y Charlie llevan a Alison al instituto médico, entonces John también regresa para curar sus heridas y se oculta en una sala abandonada del hospital, el Dr. Phillip y Paul le tratan las heridas, pero al darse cuenta del peligro de los ataques por su locura, se sospecha provocada por la medicina experimental y la situación está fuera de control, por su agresividad, fuerza y violencia para asesinar a sus víctimas sin ningún sentimiento de culpa, tratan de matar a John inyectando ácido con una jeringa, lo engañan y dicen suministrar la cura para sus heridas con la jeringa, como hicieron para convertirlo en un ser humano más fuerte con el experimento, John sobrevive y mata a Paul con la jeringa de ácido. 
Después de encontrar el cuerpo de Paul, el Dr. Phillip regresa a su oficina, meditando sobre el monstruo creado y habla brevemente con John sobre el éxito de su experimento, pero preocupado por el riesgo de ser un paciente con graves problemas mentales, dice ser la única persona en conocer la fórmula que inyectaron en la jeringa para tener éxito, John inicialmente parece entender al Dr. Phillip y lo mira con afecto, como si fuera su creador, pero finalmente lo ataca y rompe el cuello. 
Con Dan en la oficina del forense del condado, Charlie y Alison descubren un nuevo crimen de John, mata a otro de los trabajadores del instituto médico, Charlie intenta arrestarlo pero es herido de muerte cuando John le rompe la espalda con su fuerza sobrehumana. Dan regresa justo a tiempo para descubrir a Charlie muriendo de un ataque de John, ahora totalmente fuera de control convertido en un sicópata asesino y protege a Alison de la locura de John, ella escapa tratando de ocultarse por los pasillos oscuros del hospital, pero John parece tener sus sentidos más agudos, puede escuchar y oler a sus víctimas, con la fórmula experimental recibida en una dosis muy alta.
Dan llega para rescatar a Alison, en una pelea muy fuerte en los pasillos del hospital, Dan dispara a John y lo tira por una ventana del hospital, pero John revive y trata de ahorcar a Dan, en una nueva lucha casi mata a Dan con su fuerza sobrehumana, entonces ellos tratan de escapar en su vehículo policial rural y John se aferra al para choque trasero del vehículo, mientras intentan escapar por la carretera a gran velocidad, él es arrastrado por la carretera y se sube a la ventana trasera con una gran fuerza física en sus brazos y los obliga a saltar del vehículo policial para tratar de escapar, el vehículo rural vuelca en un espectacular accidente y explota, prendiendo fuego a John en el interior del vehículo rural. Esto lo hiere, pero salta a un lago cercano, apaga las llamas con el agua y se recupera rápidamente. 
John sale del agua y se enfrenta a Dan, ellos tratan de escapar por el bosque al darse cuenta de que tiene una fuerza sobre humana, inician un combate mortal, cuerpo a cuerpo, Dan abruma a John dándole patadas de karate varias veces antes de arrojarlo a un pozo profundo, aparentemente muere. Con la carnicería de John llegada a su fin, Dan y Alison se van, pero en lo profundo del pozo, John repentinamente sale del agua después de haber sobrevivido.

## Reparto
| Actor            | Personaje                    |
| ---------------- | ---------------------------- |
| Chuck Norris     | Sheriff Daniel "Dan" Stevens |
| Ron Silver       | Dr. Tom Halman               |
| Steven Keats     | Dr. Philip Spires            |
| Toni Kalem       | Alison Halman                |
| William Finley   | Dr. Paul Vaughn              |
| Brian Libby      | John Kirby                   |
| Stephen Furst    | Charlie                      |
| Stephanie Dunnam | Nancy Halman                 |

### Doblaje - Los Ángeles
- Chuck Norris - Sheriff Dan Stevens - Arturo Mercado
- Ron Silver	 ...	Dr. Tom Halman - Jorge García
- Steven Keats	 ...	Dr. Philip Spires - Roberto Alexander
- Toni Kalem	 ...	Alison Halman - Bárbara Ransom
- William Finley ...	Dr. Paul Vaughn - Isidro Olace
- Brian Libby	 ...	John Kirby - Jorge Roig
- Stephen Furst	 ...	Charlie - Carlos Pontón
- Stephanie Dunnam	 ...	Nancy Halman - Maru Guzmán

### Doblaje - México
- Chuck Norris - Sheriff Dan Stevens - Pedro D' Aguillón Jr.
- Ron Silver	 ...	Dr. Tom Halman - Eduardo Liñán